# Kristian Gintberg
Kristian Gintberg (født 1. april 1988) er en dansk tv-vært og sangskriver. Han er særligt kendt for sin medvirken på DR Ramasjang i bl.a. Lille Nørd og Ramasjang Mysteriet samt som vært på MGP

## Karriere
Han startede sin tv-karriere i 2011 som medvært på DRs børneprogram Lille Nørd. Programmet lukkede i marts 2012, hvorefter Gintberg blev vært på programmet Ramasjang Mysteriet, som havde premiere i marts 2013. Programmet vandt TV Prisen som "Årets børneprogram" ved tv-festivalen i 2013. Desuden modtog Gintberg, sammen med Jan Rørdam, Carl Prisen i 2014 for deres musik til Ramasjang Mysteriet.
Gintberg har desuden været vært på Sommer Summarum  og Godmorgen Ramasjang.
I januar 2015 havde Gintberg premiere på dukkeprogrammet Ramajetterne på DR. Udover at medvirke som sig selv, styrer han også dukken Flummer, skriver manuskripter og har komponeret slutsangen "Heroppe hvor solen altid skinner".
I 2016 spillede han hovedrollen i teaterforestillingen Hodja fra Pjort på Folketeatret i København. Forestillingen blev dog ikke godt modtaget, og Teateravisen skrev at Gintberg ikke havde "den kraft der skal til", mens Berlingske Tidendes anmelder gav to ud af seks stjerne og skrev at Gintberg manglede "den drivkraft og energi, der skal strømme fra titelfiguren".
Kristian har også været med flere år i Cirkus Summarum.
I 2018 var han vært på MGP 2018 sammen med Mette Lindberg. I 2019 var han vært på Dansk Melodi Grand Prix sammen med Johannes Nymark, og i 2020 var han vært igen på MGP 2020 sammen med Joakim Ingversen.

### Ramasjang Mysteriet
I programmet spiller Gintberg sig selv, der skal opklare et mysterie ved hjælp af et barn. Han spiller samtidigt både sin far og alle de 7 sædvanlige skurke:
Camping Vagn (Campist med udstoppet fugleband), den mærkelige, hippieagtige, gøgleragtige, fugleglade, fjollede, musikelskende og sangglade skurk, som har pagehår og går klædt i filthat, ternet skjorte, vest og brune fløjlsagtige lange bukser. Han er meget ude i naturen og bor i et telt i skoven.
Danse-Staffan, den narcissistiske svenske, luskede danser med sloganet "Dans eller dø". Han laver sine danseshows i Ramasjang Hallen, og vil have penge af folk, hvis de vil tage billeder af ham.
Fru Pudderkvast, Rengørings-vanvids-lidende rengøringsdame, som har noget indebrændt energi hun kommer af med når hun banker tæpper, hun vælter (smadrer) ofte ting når hun gør rent, og "snupper" ting fra folks hjem fx smykker. Hun er også meget påståelig, fx påstår hun, at hun altid er meget, meget venlig, selv om hun egentlig prøver at hundse sine kunder, fx Preben Pølsesnak, ud af deres hjem, så hun kan rane (stjæle) ting fra dem.
Hanne Riffel (Bøvsedrosseljæger), som er klædt i lyserød kortærmet bluse, på med patronbælte, slangebøsser, rifler og andre våben, samt har en mørkegrøn camouflagestrutnederdel. Hun er, lige som Camping Vagn, meget glad for at være i skoven, som hun kommer ud i vha. at køre derud på sin motorcykel.
Reichardt Thomsen, han er pensionist, er iført badekåbe og tøfler, går med rollator og stjæler sukkerknalder på den lokale Ramasjang bodega. Han elsker sukker og spiser gerne rigtig mange sukkerknalder, samt drikker mange Ramasjang Brus, stjæler og spiser bolsjer, som han stjæler fra fx Hanne Riffel, efter at han har budt hende en sukkerknald, hvilken hun er afvisende overfor at skulle modtage.
Ronni Roligan (inkarneret fodboldfan med irriterende tilråb til fodbolddommeren), kræver penge ud af nye "roligans", fx Camping Vagn, for at de kan være medlemmer af denne, selv om han til at begynde med har sagt, at den, for alle, er fuldstændig gratis.
Preben Pølsesnak, den bornholmske pølsemand, som sælger franske hotdog med halve pølser i fra sin pølsevogn, han kalder det klip og slip tricket, panfløjten, megafløjten, samt tricket klip og stik. 
I august 2014 udkom Ramasjang Mysteriet som bog, med tekst af Kristian Gintberg og illustrationer af Gabriel Diaz.

## Privatliv
Kristian Gintberg er nevø til komikeren Jan Gintberg.
Gintberg har siden 2014 dannet par med lægen Vibeke, og sammen har de en søn fra december 2018.